# ウワミズザクラ
ウワミズザクラ（上溝桜・上不見桜、学名: Padus grayana）は、バラ科ウワミズザクラ属の落葉高木。別名ハハカ、コンゴウザクラ、アンニンゴ、ウワミゾ。サクラの仲間であるが、サクラらしからぬ白い小さな花が房状にたくさんつくのが特徴。よく似たイヌザクラとは、花序枝に葉がつく事などで区別できる。

## 名称
和名「ウワミズザクラ」は、古代の亀卜（亀甲占い）で上面に溝を彫った板（波波迦）に使われた事に由来する。また、葉がサクラに似ていることから「上溝桜」となり転訛したとされる。中国名は「灰葉稠李」。

## 分布・生育地
日本と中国（湖北省・四川省・広西省）に分布し、日本では北海道西南部と本州、四国、九州の低地や山地に分布する。暖地の山野に自生し、日当たりのよい谷間、沢の斜面、小川沿い、雑木林など湿潤した環境を好む。

## 形態・生態
落葉広葉樹の高木で、樹高は約20メートル (m) 。樹皮は暗紫褐色でイヌザクラに比べて黒っぽい色をしており、横向きに長い皮目がある。老木になると茶褐色を帯び、縦方向にもひび割れて網目状に裂ける。小枝は紫褐色で皮目が多く、側枝の多くは秋の落葉後に落る。樹皮を傷つけると、桜餅のようなクマリンの強い香りがある。
葉は互生し、長さ5 - 12センチメートル (cm) 、幅3 - 5 cm、卵形から卵状長楕円形で先が急に細くなり、縁にはとげ状の鋸歯がある。葉柄は長さ1 cmほどで短く、サクラ類の葉柄にある蜜腺は目立たない。秋に黄葉し、黄色から明るい橙色に色づく。
花期は4 - 6月。葉が芽吹いて展開したあとに、本年枝の先から長さ6 - 10 cmほどの白い総状花序がでて、多数の雄蘂が目立ちブラシのように見える。花は5弁花で花序に多数つく。
果期は9月。花が終わるとできる緑色の果実は、直径約6 - 7ミリメートル (mm) の卵円形の核果で、初夏から初秋にかけて熟すにしたがって、黄色・橙色・赤色・黒色と変化していく。
冬芽は二年枝の脱落した側枝痕の横に側芽が互生し、こぶが突き出ているような様が特徴的である。落枝痕は茶褐色で円形をしており、一年枝には落枝痕はない。枝先には仮頂芽がつく。形は卵形や円錐状。葉痕は半円形や三角形で、維管束痕が3個みられる。

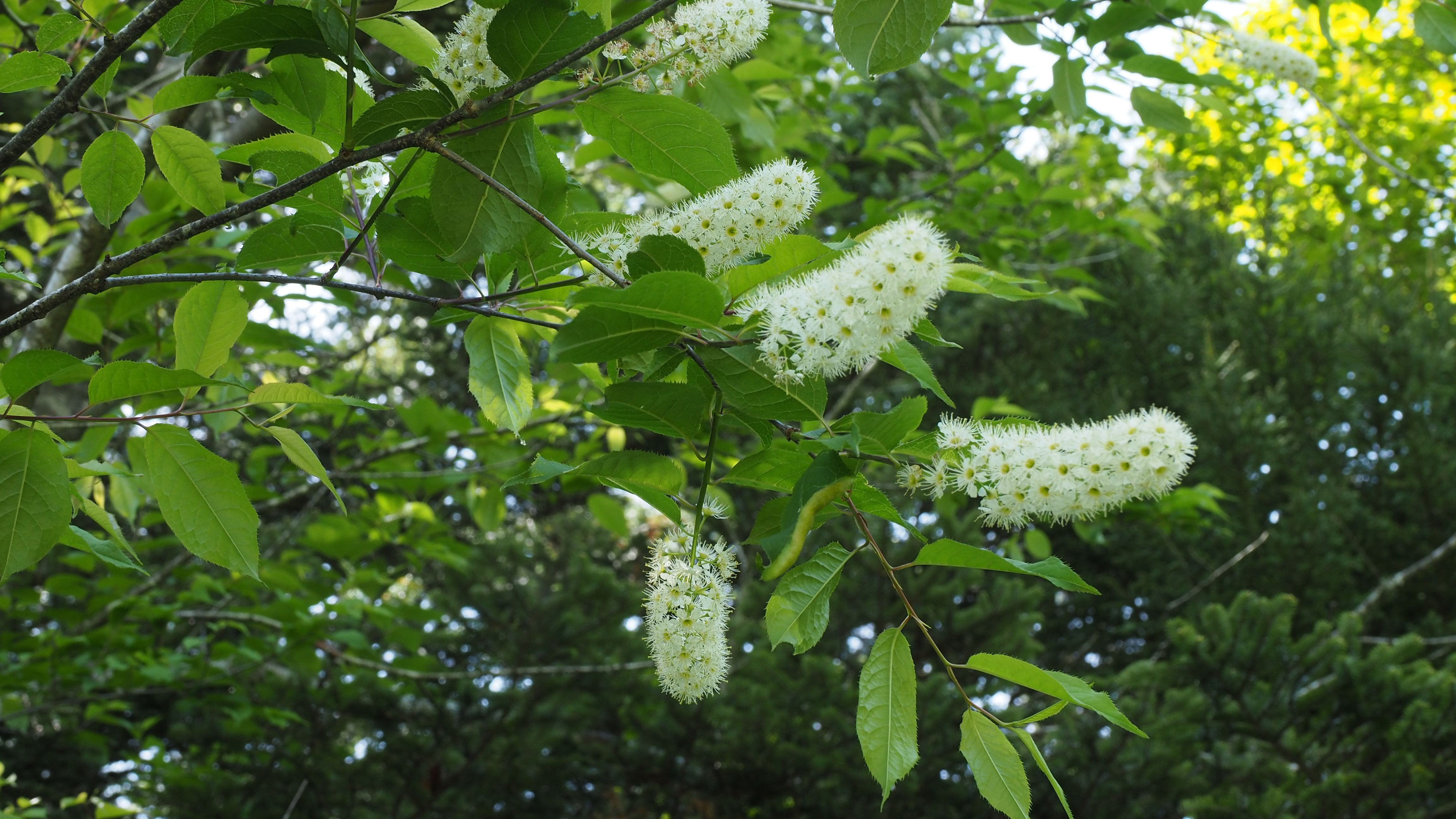
互生の葉 (5月、箱根)
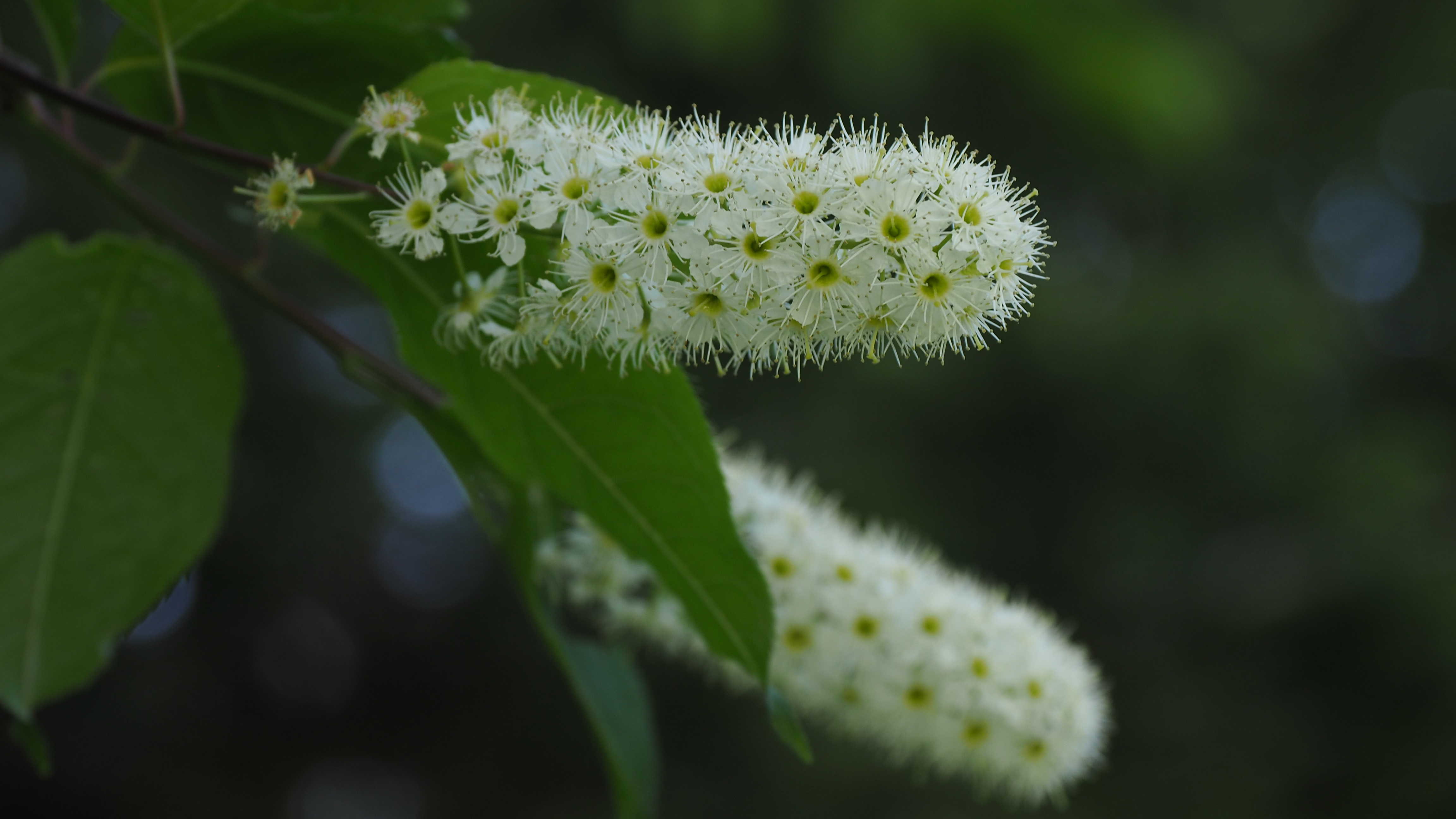
花 (5月、箱根)
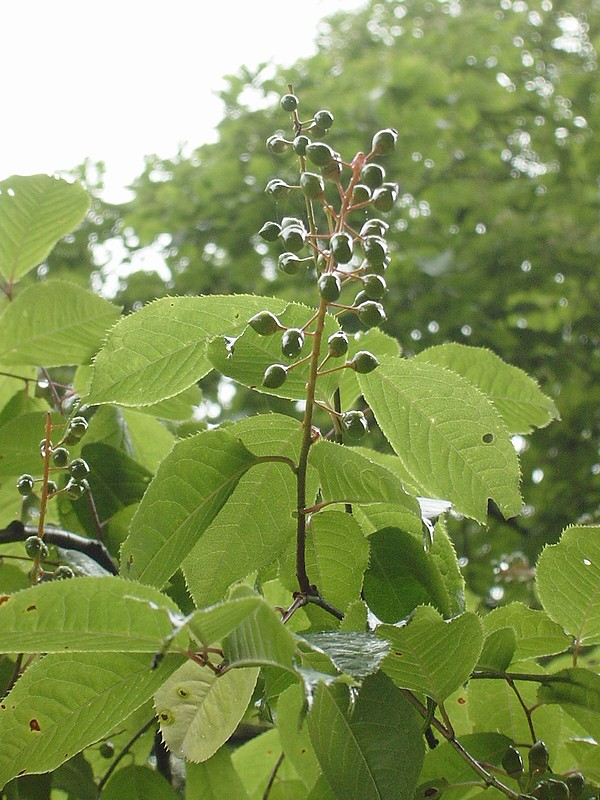
未熟な実 (8月)

### 類似種
ウワミズザクラとよく似た植物に、イヌザクラ（Padus buergeriana）、シウリザクラ（Padus ssiori）、エゾノウワミズザクラ（Padus avium）がある。ウワミズザクラは、総状花序の下に葉がつき、葉の腺は葉身の下部にある。花柱は雄蕊よりも長く、花弁は雄蕊より短い。
一方、イヌザクラは総状花序の下部に葉がないことで見分けがつく。また、シウリザクラは総状花序の下に葉がつくが、その葉は心形である。エゾノウワミズザクラは総状花序の下に円形の葉がつき、花弁は雄蕊よりも長い。

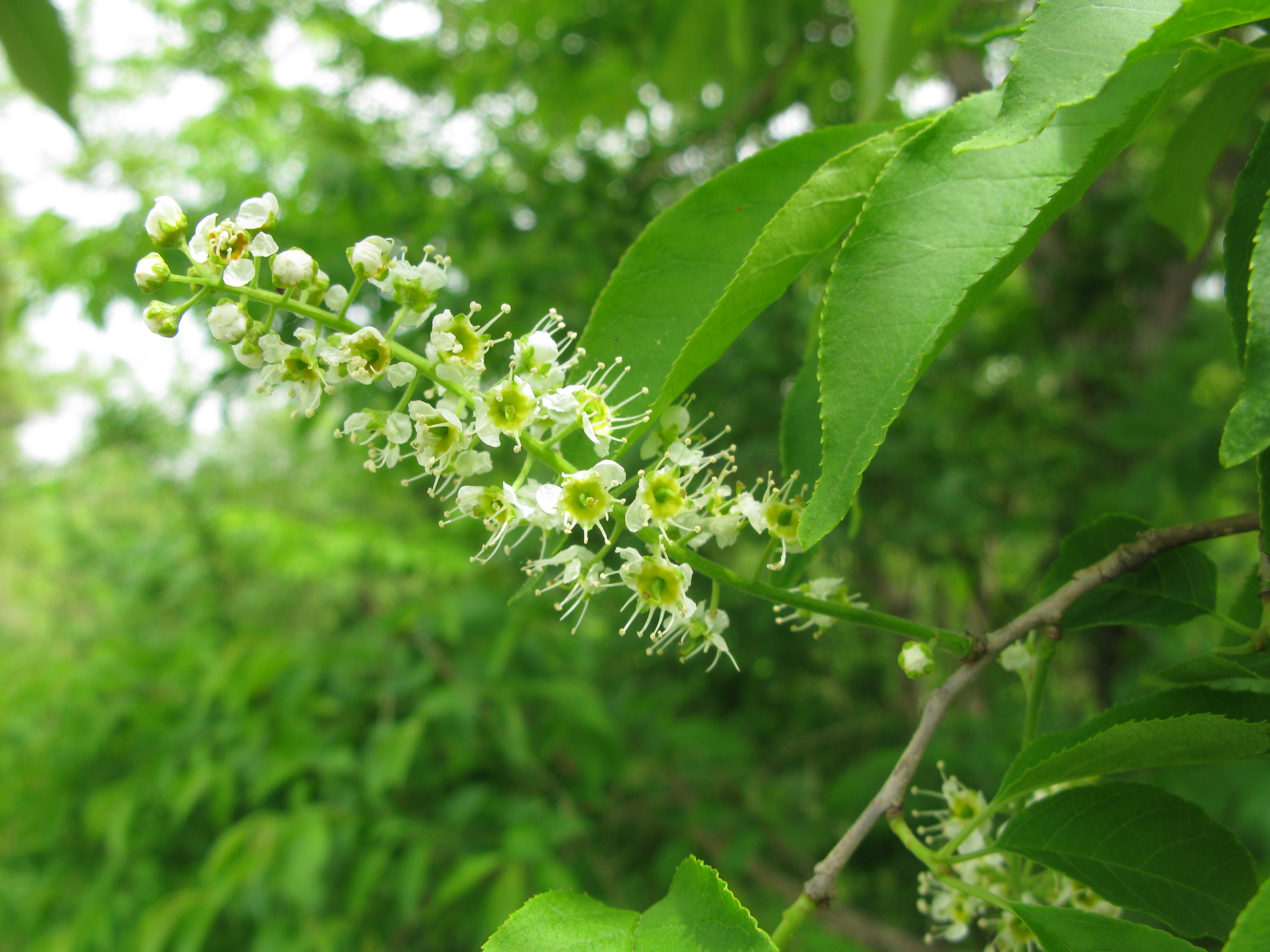
イヌザクラ：総状花序の枝に葉がつかない
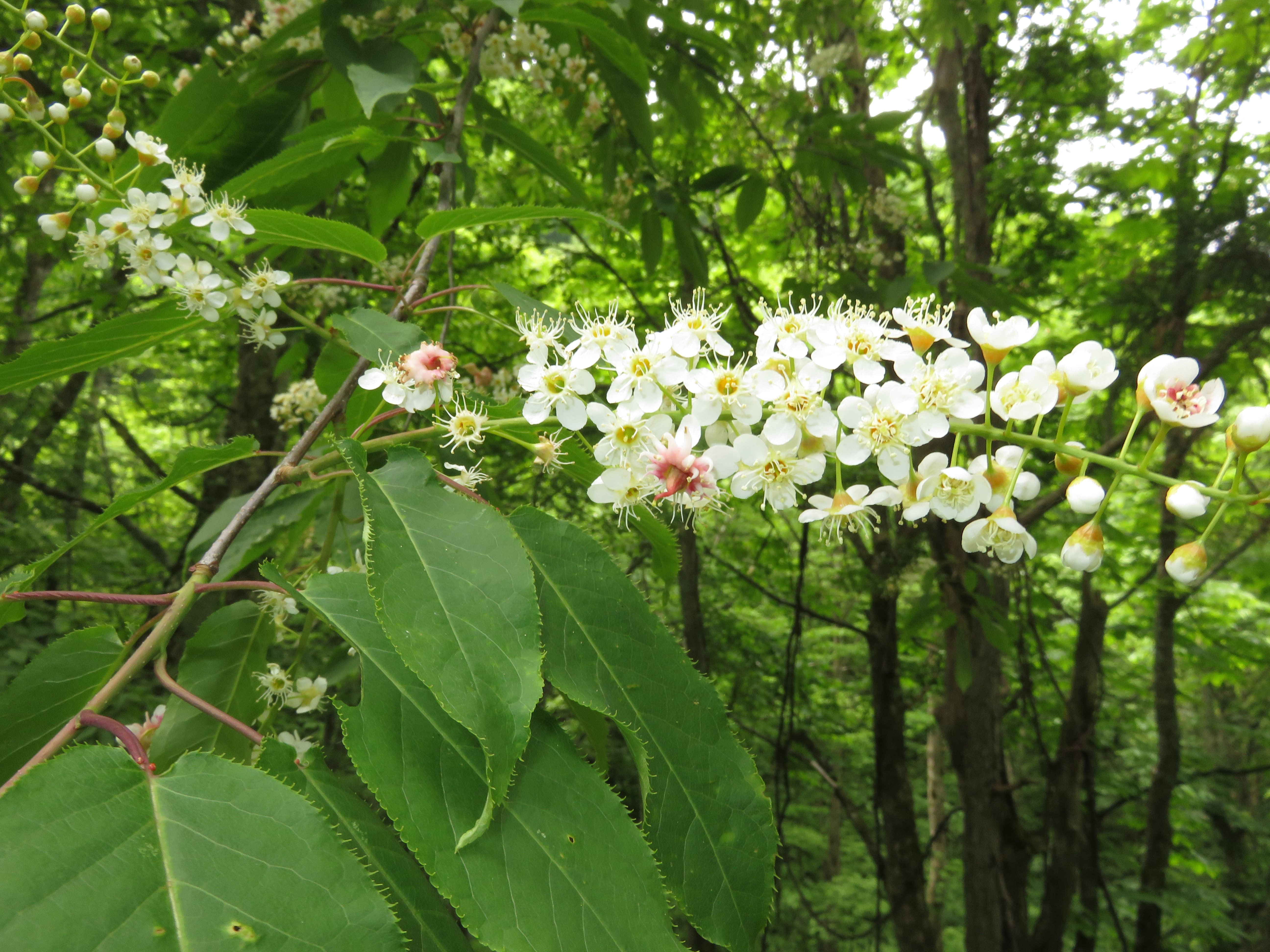
シウリザクラ：総状花序の下の枝に葉がつく。

## 利用
植栽もされて庭木に用いられる。材は軽くねばり強い事から建材のほか、彫刻細工、版木、道具の柄などに利用される。樹皮は桜皮細工に使う。
初夏の緑色の未熟な果実、春の若芽や蕾、花を食用にできる。ただし、果実に含まれる核や未熟な部分には青酸配糖体プルナシンを含むため、加熱・あく抜き・塩漬けなどにして含有成分を十分分解させて利用する。実、蕾、花はいずれも穂ごと摘んで採取する。香りのよい、若い花穂と未熟の実を塩漬にしたものは杏仁子（あんにんご）といい、新潟県や東北地方で食用とされる。塩漬けにする未熟果は生のまま漬けるが、花と蕾はさっと湯通しにしてから漬ける。ほかに、若芽・蕾・花を熱湯でさっと茹でて冷水にとり、三杯酢、和え物、煮びたしにしたり、若芽は生のまま天ぷらにする。
また、完熟前の赤い果実は果実酒に使われる。黒く熟した実を果実酒に使うとする文献もあるが、完熟した黒い実は苦いので果実酒に使わないとする意見もある。実の3倍量のホワイトリカーおよびグラニュー糖と一緒に漬けこんでから、熟成までには3か月以上かかり、半年から1年で実を引き上げる。出来上がった果実酒は琥珀色で、香りが良く仕上がる。